# Jerson Domingos
Jerson Domingos (Campo Grande, 14 de novembro de 1950) é um produtor rural, pecuarista e político brasileiro, que atualmente ocupa o cargo de Conselheiro-Presidente do Tribunal de Contas do Estado do Mato Grosso do Sul (TCE-MS). Mantém áreas rurais nos municípios de Rio Negro e Aquidauana.
Foi deputado estadual de Mato Grosso do Sul por 5 (cinco) legislaturas: 1995/1999, 1999/2003, 2003/2007, 2007/2011 e 2011/2015. Foi presidente da Assembleia Legislativa de Mato Grosso do Sul em dois últimos mandatos. Em legislaturas anteriores ocupou os cargos de primeiro e segundo secretário da mesa diretora da Assembleia. Cronologicamente, foi eleito pelo PP, PSDB, PSL e PMDB.
Em 2002 presidiu a Comissão Parlamentar de Inquérito (CPI) para acompanhamento das atividades do Reverendo Moon no Mato Grosso do Sul.
Com o afastamento do vice-governador Murilo Zauith para participar das eleições de 2010, Jerson Domingos assumiu o cargo de governador do estado durante as viagens do então governador, André Puccinelli.
Foi indicado ao TCE-MS na parcela das vagas destinadas à ALEMS, após indicação de 21 (vinte e um) parlamentares no dia 05/11/2014. Foi empossado na Corte de Contas em 28 de janeiro de 2015. Ocupa a vaga deixada pela aposentadoria do Conselheiro Cícero Antônio de Souza.

## ATIVIDADES
- Segundo secretário da Mesa Diretora da ALMS;
- Presidente do Conselho Editorial da TV Assembleia;
- Presidente da Comissão de Constituição e Justiça;
- Presidente da Comissão Parlamentar de Inquérito (CPI) que investigou as atividades da Associação para as Famílias e Unificação para Paz Mundial e do seu presidente, o coreano conhecido como Reverendo Moon - 2022;
- Primeiro Secretário da Mesa Diretora;
- Presidente da Assembleia Legislativa do Estado de Mato Grosso do Sul por 4 legislaturas: 2007/2008, 2008/2010, 2010/2012 e 2012/2014.

## PALESTRAS E CONFERÊNCIAS
- Conferência sobre o Processo de Demarcação de Terras Indígenas - Campo Grande, outubro de 2014;
- III Encontro Nacional dos Tribunais de Contas - novembro de 2012;
- 1° Seminário de Justiça Terapêutica de Mato Grosso do Sul - outubro de 2012;
- Seminário "Década Mundial de Ações para a Segurança do Trânsito - 2011/2020: Não exceda a velocidade, preserve a vida"- setembro de 2012;
- Palestra sobre “O Poder Legislativo e seus desafios - Conquistas e Perspectivas" - Campo Grande, dezembro de 2008;
- III Encontro da ANOREG/MS - junho de 2007;
- Expo agro 2008 - Armstrong, província de Santa Fé, na Argentina - Comissão de Meio Ambiente e Desenvolvimento Sustentável.

## PRINCIPAIS CONDECORAÇÕES E TÍTULOS
- Título de Cidadão Ladarense – 1996;
- Medalha Tiradentes – Polícia Militar – 2000;
- Título de Cidadão Pedrogomense – 2000;
- Colar do Mérito Judiciário – TJMS – 2000;
- Título de Benemérito – Clube Libanês de Campo Grande;
- Título de Cidadão Rochedense – 2001;
- Título de Cidadão Rionegrense – 2001;
- Medalha do Mérito Legislativo – Câmara Municipal – 2001;
- Título de Defensor do Pantanal por seu culto à Consciência Ecológica e Preservação da Natureza, outorgado pela Fundação Ecológica – 2001;
- Honra ao Mérito – Câmara Municipal – Homenagem ao 58 aniversário de Independência da República do Líbano – 2001;
- Título de Cidadão Amambaiense – 2002;
- Título Honorário de Honra ao Mérito – Rede Feminina de Combate ao Câncer;
- Moção de Louvor – Câmara Municipal de São Gabriel do Oeste – 2005;
- Honra ao Mérito – Rede Feminina de Combate ao Câncer – 2005;
- Título de Cidadão Anastaciano – 2006;
- Medalha Imperador Dom Pedro II – Corpo de Bombeiros Militar do Estado – 2006;
- Título de Padrinho da Terceira Idade de Rochedo – 2006;
- Diploma de Benemérito da Cultura Sul-mato-grossense de Letras – 2011;
- Honra ao Mérito – Cerele Universel des Ambassadeurs de la Paix Suisse/France – Em reconhecimento pelas ações desenvolvidas para a efetivação da Cultura e Paz em Mato Grosso do Sul.

## ATIVIDADES NO TRIBUNAL DE CONTAS
- Empossado em 28 de janeiro de 2015, no cargo de Conselheiro do TCE/MS;
- Vice-Presidente Biênio – 2021/2022;
- Presidente Biênio – 2022/2023;
- Presidente Biênio – 2023/2024.